# Pluxilloides hartigi
Pluxilloides hartigi är en fjärilsart som beskrevs av Emilio Berio 1944. Pluxilloides hartigi ingår i släktet Pluxilloides och familjen nattflyn. Inga underarter finns listade i Catalogue of Life.